# Marja Liisa Portin
Marja Liisa Portin, född den 5 januari 1966, är en finländsk orienterare som tog VM-brons i stafett 1989. Hon blev nordisk mästarinna i stafett 1993 och tog brons i stafett 1993.